# Flexagono

Animazione che mostra i possibili ripiegamenti di un triesaflexagono

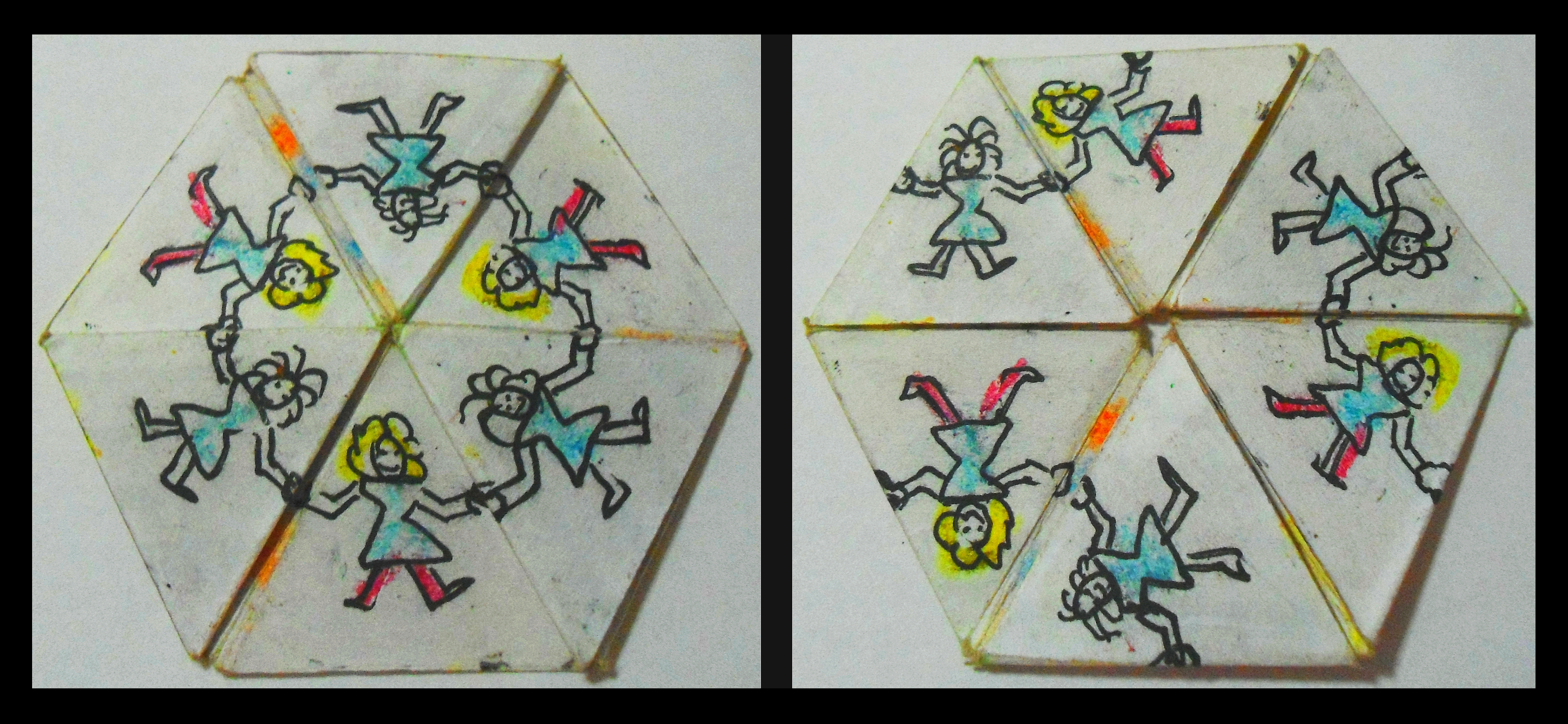
Un esaesaflexagono raffigurato con due facce differenti

Il flexagono è un oggetto piano a forma di poligono, costruito ripiegando opportunamente delle strisce di carta, in maniera tale che si possa flettere (in inglese to flex) per rivelare una delle facce tra quelle presenti originariamente sul fronte e sul retro della striscia iniziale.
I flexagoni sono solitamente classificati in base al loro numero di lati: i più comuni sono i tetraflexagoni (di forma quadrata o rettangolare e aventi 4 lati) e gli esaflexagoni (di forma esagonale e aventi 6 lati). A seconda del numero di facce che il flexagono può mostrare, si antepone un ulteriore prefisso numerico al suo nome: ad esempio, un esaflexagono a 3 facce viene chiamato triesaflexagono, mentre quello a 6 facce è denominato esaesaflexagono.
Due flexagoni sono equivalenti se il primo può essere trasformato nel secondo attraverso una serie di piegamenti e rotazioni. L'equivalenza tra flexagoni è riconducibile a una relazione di equivalenza.

## Storia

### Scoperta e presentazione

Diagramma della successione di Tuckerman per un esaesaflexagono

La scoperta del primo flexagono, un triesaflexagono, è generalmente attribuita all'allora studente britannico Arthur Harold Stone, che nel 1939 studiava alla Princeton University, negli Stati Uniti d'America. Siccome i suoi fogli di carta per gli appunti erano in formato americano e non si adattavano al suo raccoglitore, che era modellato per i fogli inglesi, Stone iniziò a tagliare la parte terminale della carta e a ripiegare le striscioline così ricavate in varie forme; da una di esse fuoriuscì un triesaflexagono. Tre colleghi di Stone, Bryant Tuckerman, Richard Feynman e John Tukey, attratti dalle proprietà dell'oggetto, formarono il "Princeton Flexagon Committee". In particolare, Tuckerman elaborò un metodo topologico, chiamato "successione di Tuckerman", per descrivere come rivelare tutte le facce di un flexagono.
I flexagoni vennero presentati al pubblico generico da Martin Gardner nel numero di dicembre del 1956 della rivista Scientific American in un articolo talmente apprezzato dai lettori che diede origine alla rubrica "Matematical Games" (curata da Gardner), che venne pubblicata ininterrottamente dal 1957 al 1980 (e saltuariamente tra il 1981 e il 1986). Nel 1974 il mago Doug Henning inserì nel suo spettacolo The Magic Show un numero di magia basato sugli esaflexagoni.

### Tentato sviluppo commerciale
Nel 1955 Russell Rogers e Leonard D'Andrea, due inventori originari di Homestead, in Pennsylvania, presentarono domanda per un brevetto sull'esaesaflexagono, che gli fu concesso nel 1959 con il numero di brevetto 2883195, intitolato "Changeable Amusement Devices and the Like".
Il loro brevetto esponeva diverse possibili applicazioni di un dispositivo pensato "come un giocattolo, come uno strumento per mostrare della pubblicità, o come uno strumento educativo geometrico". Alcuni esemplari vennero stampati dalla Herbick & Held Printing Company, una casa editrice di Pittsburgh dove lavorava Rogers, e commercializzati col nome di "Hexmo", ma non riuscirono ad attrarre clienti.

## Tipi

### Tetraflexagono

#### Tritetraflexagono

Schema per la costruzione di un tritetraflexagono

Il tritetraflexagono è il più semplice tipo di tetraflexagono, ossia un flexagono con quattro lati. Il "tri-" nel nome indica che ha tre facce, due delle quali sono visibili contemporaneamente (ossia davanti e dietro) per ciascuna configurazione possibile. La costruzione del tritetraflexagono è simile al meccanismo usato in giochi come il Rubik's Magic. Per ottenerne uno, bisogna tagliare un foglio di carta, formato da sette quadrati, e ripiegarlo come mostrato in figura. Al termine del procedimento, è necessario incollare i due quadrati sull'angolo in alto a destra.

#### Tetratetraflexagono

Schema per la costruzione di un tetratetraflexagono

Per costruire il tetratetraflexagono (ossia un tetraflexagono con 4 facce) bisogna dividere un foglio di carta in 12 quadrati di uguali dimensioni e ritagliare i due centrali su tutti i lati, eccetto quello a sinistra (così come mostrato in figura), dopodiché si ripiegano verso sinistra sia i due quadrati centrali, sia i tre quadrati sul lato destro. Fatto ciò, si completa il tutto piegando verso il centro sia il quadrato esterno sul lato sinistro, sia i tre quadrati sul lato destro, per poi incollare tra loro i due quadrati centrati finali con del nastro adesivo.

#### Esatetraflexagono

Schema per la costruzione di un esatetraflexagono

Una particolarità speciale dell'esatetraflexagono (il tetraflexagono con 6 facce), rispetto ai due osservati in precedenza, è che può essere creato senza che sia necessario incollare delle parti tra loro. La sua base di partenza è un foglio di carta suddiviso in 16 quadrati uguali, da cui vengono scartati i 4 quadrati al centro. Presi poi i 4 quadrati della fila inferiore, essi vanno ripiegati verso l'alto sul davanti. A seguire, si prendono i 3 quadrati sul lato destro e li si ripiegano verso sinistra, per poi ripiegare verso il basso i 3 quadrati della fila superiore e successivamente verso destra i due quadrati sul lato sinistro, facendo però attenzione a rivoltare l'angolo inferiore sinistro all'interno della fila inferiore piegata all'inizio, come se fosse una tasca, in modo da avere le facce nella posizione corretta.

### Esaflexagono

#### Triesaflexagono

Schema per la costruzione di un triesaflexagono

Il triesaflexagono (l'esaflexagono a 3 facce) è formato da una singola striscia di carta, divisa in 10 triangoli equilateri. Nel corso dell'assemblaggio, la striscia viene flessa ogni tre triangoli e infine ricollegata a sé stessa, generando un nastro di Möbius ripiegato come il simbolo internazionale del riciclaggio dei rifiuti.
Pertanto, per ottenere il triesaflexagono, la striscia (orientata con la base del primo triangolo in basso) viene innanzitutto piegata sul lato destro del terzo triangolo, rivoltando verso il basso i restanti sette; fatto ciò, si piega la base del sesto triangolo, orientando verso l'alto gli ultimi quattro triangoli, e infine si ripiega il decimo triangolo verso l'interno, incollandolo sulla faccia frontale del primo triangolo.

#### Tetraesaflexagono

Schema per la costruzione di un tetraesaflexagono

La costruzione del tetraesaflexagono richiede una striscia di 13 triangoli equilateri configurati come mostrato in figura. Da qui non bisogna far altro che ripiegare per tre volte verso l'alto la fila inferiore corrente (girando quindi prima un triangolo, poi quattro e infine sette), ottenendo da ciò una nuova striscia lineare di dieci triangoli, che dovrà poi essere manipolata esattamente con gli stessi passi visti per la realizzazione del triesaflexagono.

#### Pentaesaflexagono

Schema per la costruzione di un pentaesaflexagono

Il pentaesaflexagono nasce da una striscia di carta a zig-zag formata da 16 triangoli equilateri (come in figura). Il primo passo consiste nel piegare all'indietro e verso l'alto i 7 triangoli sul lato sinistro, per poi piegare all'indietro verso il basso i 7 sul lato destro. A questo punto si ripiegano per due volte all'indietro verso l'alto i triangoli inferiori (prima 2 triangoli e poi 3) e due volte all'indietro verso il basso i triangoli superiori (prima 2 triangoli e poi 3). Anche qui si otterrà una striscia lineare di 10 triangoli, che andrà lavorata come se stessimo costruendo un triesaflexagono.

#### Esaesaflexagono

Schema per la costruzione di un esaesaflexagono

Per la realizzazione dell'esaesaflexagono occorre una striscia composta da 19 triangoli equilateri. Dopo averla disposta diagonalmente (come nella figura), si procede a ripiegare verso il basso la fila di triangoli superiore corrente, che inizialmente sarà composta da 2 triangoli e ad ogni piegamento successivo aumenterà di un triangolo; tale procedimento si arresta nel momento in cui si ottiene una striscia lineare di 10 triangoli, da cui si prosegue applicando la procedura per la costruzione del triesaflexagono.

#### Ettaesaflexagono

Schema per la costruzione di un ettaesaflexagono

L'ettaesaflexagono è generato da una striscia non lineare di 22 triangoli rettangoli. Dopo averla orientata in diagonale (come in figura), si piegano i 6 triangoli superiori in avanti verso destra e i 2 inferiori in avanti verso sinistra, dopodiché si piegano i 12 triangoli superiori all'indietro verso sinistra e il triangolo inferiore all'indietro verso destra. A questo punto bisogna ripetere quest'ultimo passaggio più volte, partendo dai 2 triangoli inferiori e aumentando a ogni piegamento di un'unità il numero di triangoli da piegare (quindi 3, 4, ecc.), fino a ottenere la consueta striscia di 10 triangoli, da completare seguendo le istruzioni per il triesaflexagono.

### Altri flexagoni

#### Ottaflexagono rettangolo e dodecaflexagono rettangolo
In questi flexagoni ciascuna faccia (di forma quadrata o di triangolo equilatero) viene ulteriormente divisa in due triangoli rettangoli, consentendo di avere dei modi di piegamento aggiuntivi. La divisione delle facce quadrate dei tetraflexagoni in triangoli rettangoli isosceli genera gli ottaflexagoni, mentre la divisione delle facce triangolari degli esaflexagoni in triangoli rettangoli con angoli interni di ampiezza 30°-60°-90° genera i dodecaflexagoni.

#### Pentaflexagono e decaflexagono rettangolo
Nel suo stato appiattito, il pentaflexagono si presenta come un pentagono regolare diviso all'interno in 5 triangoli isosceli, con angoli interni di ampiezza 72°-54°-54°. Tramite una complessa serie di piegamenti, è stato dimostrato che è possibile mostrare, a partire dalle due facce visibili (1 e 2), le sue facce nascoste (3 e 4).
Suddividendo ulteriormente i triangoli isosceli descritti in precedenza in triangoli rettangoli con angoli interni di ampiezza 36°-54°-90° si ottiene un decaflexagono.

#### N-flexagono isoscele generico
Il pentaflexagono è uno tra i tanti possibili di un'infinita sequenza di flexagoni basati sulla suddivisione di un poligono regolare con N lati in N triangoli isosceli: si possono infatti creare anche l'ettaflexagono, l'ottaflexagono isoscele e l'ennaflexagono.

#### Pentaflexagono ed ettaflexagono non planare
Harold V. McIntosh ha descritto anche i flexagoni non planari (ovvero che non possono essere ripiegati in maniera tale da restare appiattiti); quelli ricavati dai pentagoni sono chiamati "flexagoni pentagonali", mentre quelli ricavati dagli ettagoni sono chiamati "flexagoni ettagonali".

## Nella cultura di massa
I flexagoni sono anche una popolare struttura usata da alcuni creatori di libri d'arte, come Julie Chen (Life Cycle) ed Edward H. Hutchins (Album e Voces de México). Nel libro Making Handmade Books: 100+ Bindings, Structures and Forms di Alisa Golden sono indicate le istruzioni per creare libri strutturati secondo le forme dei flexagoni.
Gli esaflexagoni sono citati nel romanzo di Piers Anthony Ox (appartenente al ciclo narrativo Of Man and Manta), in cui un piegamento corrisponde a un viaggio tra universi alternativi.